# 聚乐堡站
聚乐堡站，位于山西省大同市大同县聚乐堡乡，邮政编码037302，建于1911年，曾经是京包铁路大张段的一个车站，现已撤销。原址离北京站355公里，离包头站477公里，距上行车站阳高站30公里，距下行车站周士庄站11公里。该站隶属太原铁路局大同铁路分局。撤销前曾办理过客运业务（旅客乘降）和货运业务（办理整车，不办理危险货物发到），为四等车站，本站及相邻上下行区间均为电气化区段。